# Grafton to Inverell Cycle Classic
Grafton to Inverell Cycle Classic ist ein australischer Wettbewerb im Straßenradsport, der als Eintagesrennen veranstaltet wird.

## Geschichte
Das Rennen Grafton to Inverell Cycle Classic wurde 1961 von Harold Strahley initiiert. Sein Neffe Don Strahley gewann 1970. Die Strecke führt über 228 Kilometer und 3.382 Höhenmeter von Grafton in New South Wales nach Inverell, ebenfalls im Bundesstaat New South Wales rund um den Gibraltar-Range-Nationalpark. Neben aktiven Radrennfahrern starten auch Hobbyfahrer. Bis 1978 war Grafton to Inverell Cycle Classic ein Handicap-Rennen (schwächere Fahrer erhielten eine Zeitvorgabe). Ab 1979 wurde es als Rennen mit Massenstart veranstaltet. Das Rennen ist Teil der National Road Series und war in den 1980er Jahren Bestandteil des Rennkalenders der Union Cycliste Internationale (UCI).
Bei der ersten Ausgabe des Rennens kamen lediglich 17 Fahrer ins Ziel. Der erste Sieger war Alan Grindal, der auch Teilnehmer der Olympischen Sommerspiele in Rom war. In den 1980er Jahren wurde das Rennen mit Startern aus Europa, Nordamerika und Neuseeland international. Es fand häufig im Vorfeld des Etappenrennens Commonwealth Bank East Coast Tour statt. 2010 fand die 50. Ausgabe des Rennens statt. Seit 2015 wird auch ein Frauenrennen organisiert.

## Palmarès
- 1961  Alan Grindal
- 1962  P. Chapman
- 1963  N. Burnell
- 1964  John Ferranda
- 1965  L. Cook
- 1966  M. Redman
- 1967  Donald Wilson
- 1968  Kevin Morgan
- 1969  B. Ryalls
- 1970  Donald Strahley
- 1971  Ross Bush
- 1972  K. Brindle
- 1973  V. Breen
- 1974  B. Ferris
- 1975  Richard Hine
- 1976  Mauro Sansonetti
- 1977  Robert Glindeman
- 1978  R. Piper
- 1979  Graham McVilly
- 1980  Wayne Hammond
- 1981  Alan Gill
- 1982  Stephen Cox
- 1983  Rick McCorkell
- 1984  Michael Lynch
- 1985  Paul Curran
- 1986  Andrew Logan
- 1987  Atle Pedersen
- 1988  Gianluca Pirobon
- 1989  Nate Reiss
- 1990  Nigel Perry
- 1991  Stephen Fairless
- 1992  Billy-Joe Shearsby
- 1993  Stephen Drake
- 1994  Cecil Saunders
- 1995  Tim Christopher
- 1996  Damien Forster
- 1997  Jamie Drew
- 1998  Ben Brooks
- 1999  Jamie Drew
- 2000  Ben Day
- 2001  David McKenzie
- 2002  Lee Godfrey
- 2003  Hector Gabriel Morales
- 2004  Peter McDonald
- 2005  Greg Henderson
- 2006  Robert McLachlan
- 2007  Cameron Hughes
- 2008  David Pell
- 2009  Malcolm Rudolph
- 2010  Nathan Earle
- 2011  Mark Jamieson
- 2012  Peter Herzig
- 2013  Jack Anderson
- 2014  Sean Lake
- 2015  Sean Lake
- 2016  Patrick Lane
- 2017  Neal Van Der Ploeg
- 2018  Nathan Elliott
- 2019  William Hodges
- 2020  nicht ausgetragen
- 2021  Rudy Porter
- 2022  Drew Morey